# 高崎ビューティモード専門学校
高崎ビューティモード専門学校（たかさきビューティモードせんもんがっこう）とは、群馬県高崎市栄町13-1に所在する厚生労働大臣指定、美容師養成施設の専修学校である。
設置者は学校法人中央総合学園であり、「国際美容師学科」「国際ビューティ学科」「理容師学科」を設置している。美容師学科には通信課程もある。

## 概要
中央カレッジグループの学校法人中央総合学園より2001年（平成13年）に開講。

## 設置学科
- 国際美容師学科（2年制／男女）
ヘアスタイリストコース
ヘアメイクコース
アイデザイナーコース
ヘアカラーリストコース
ヘア&ビューティコース
美容師・理容師W取得コース（2年＋1年）

- 国際ビューティ学科（2年制／男女）

　　メイクアーティストコース
　　エステティシャンコース
　　ネイルアーティストコース
　　ブライダルスタイリストコース
　　ビューティセラピストコース
※国際ビューティ学科では美容師も目指せる「美容師通信課程併修」も可能としている。
- 理容師学科（1年制）※美容修得者課程

- 美容師信制課程（3年制／男女）

## 中央カレッジグールプ
- 学校法人有坂中央学園
- CIA 中央情報経理専門学校
- CIS 中央医療歯科専門学校
- CAG 中央農業大学校
- GLC 群馬法科ビジネス専門学校
- CHS 中央高等専門学院
- TBM 高崎ビューティモード専門学校
- CID 中央情報大学校
- CMS 中央医療歯科専門学校高崎校